# Eurovision Song Contest 1962
Eurovision Song Contest 1962, česky také Velká cena Eurovize 1962 (či jen Eurovize 1962), byl 7. ročník soutěže Eurovision Song Contest, který se konal v Lucemburku v Lucembursku po vítězství země v minulém ročníku, kde zvítězil Jean-Claude Pascal s písní „Nous les amoureux“. Soutěž pořádala Evropská vysílací unie (EVU) ve spolupráci s Compagnie Luxembourgeoise de Télédiffusion (CLT). V soutěži zvítězila Francie s písní „Un premier amour“, což bylo třetí vítězství země za pouhých pět let. V tomto ročníku to bylo navíc poprvé, kdy nějaká země neobdržela žádný bod od porotců – Rakousko, Belgie, Nizozemsko a Španělsko získaly každý nula bodů.

## Formát
Každou zemi reprezentoval jeden interpret, na pódiu mohli být maximálně dva lidé. Každá země mohla mít vlastního dirigenta.
O výsledku rozhodovali porotci – za každou zemi rozhodovalo 10 porotců, každý z nich dal jeden bod jedné skladbě. Nikdo z porotců se nemohl hlasování zdržet, ani hlasovat pro svou zemi.
Los, který určil pořadí vystupujících, proběhl 16. března 1962.

## Dirigenti
Každé představení mělo dirigenta, který orchestr řídil. Dirigenta si zvolila každá země svého.
- Finsko – George de Godzinsky
- Belgie – Henri Segers
- Španělsko – Jean Roderès
- Rakousko – Bruno Uher
- Dánsko – Kai Mortensen
- Švédsko – Egon Kjerrman
- Německo – Rolf-Hans Müller
- Nizozemsko – Dolf van der Linden
- Francie – Franck Pourcel
- Norsko – Øivind Bergh
- Švýcarsko – Cédric Dumont
- Jugoslávie – Jože Privšek
- Spojené království – Angela Morley
- Lucembursko – Jean Roderès
- Itálie – Cinico Angelini
- Monako – Raymond Lefèvre

## Výsledky[1]
| Pořadí | Země               | Interpret            | Skladba                   | Jazyk            | Umístění | Body |
| ------ | ------------------ | -------------------- | ------------------------- | ---------------- | -------- | ---- |
| 1.     | Finsko             | Marion Rungová       | „Tipi-tii“                | finština         | 7.       | 4    |
| 2.     | Belgie             | Fud Leclerc          | „Ton nom“                 | francouzština    | 13.      | 0    |
| 3.     | Španělsko          | Victor Balaguer      | „Llámame“                 | španělština      | 13.      | 0    |
| 4.     | Rakousko           | Eleonore Schwarzová  | „Nur in der Wiener Luft“  | němčina          | 13.      | 0    |
| 5.     | Dánsko             | Ellen Wintherová     | „Vuggevise“               | dánština         | 10.      | 2    |
| 6.     | Švédsko            | Inger Berggrenová    | „Sol och vår“             | švédština        | 7.       | 4    |
| 7.     | Německo            | Cornelia Froboessová | „Zwei kleine Italiener“   | němčina          | 6.       | 9    |
| 8.     | Nizozemsko         | De Spelbrekers       | „Katinka“                 | nizozemština     | 13.      | 0    |
| 9.     | Francie            | Isabelle Aubretová   | „Un premier amour“        | francouzština    | 1.       | 26   |
| 10.    | Norsko             | Inger Jacobsen       | „Kom sol, kom regn“       | norština         | 10.      | 2    |
| 11.    | Švýcarsko          | Jean Philippe        | „Le Retour“               | francouzština    | 10.      | 2    |
| 12.    | Jugoslávie         | Lola Novakovićová    | „Ne pali svetla u sumrak“ | srbochorvatština | 4.       | 10   |
| 13.    | Spojené království | Ronnie Carroll       | „Ring-A-Ding Girl“        | angličtina       | 4.       | 10   |
| 14.    | Lucembursko        | Camillo Felgen       | „Petit bonhomme“          | francouzština    | 3.       | 11   |
| 15.    | Itálie             | Claudio Villa        | „Addio, addio“            | italština        | 9.       | 3    |
| 16.    | Monako             | François Deguelt     | „Dis rien“                | francouzština    | 2.       | 13   |

### Detailní výsledky
|      |                    | Celkem | Monako | Itálie | Lucembursko | Spojené království | Jugoslávie | Švýcarsko | Norsko | Francie | Nizozemsko | Německo | Švédsko | Dánsko | Rakousko | Španělsko | Belgie | Finsko |
| ---- | ------------------ | ------ | ------ | ------ | ----------- | ------------------ | ---------- | --------- | ------ | ------- | ---------- | ------- | ------- | ------ | -------- | --------- | ------ | ------ |
| Země | Finsko             | 4      |        |        |             | 3                  |            |           | 1      |         |            |         |         |        |          |           |        |        |
| Země | Belgie             | 0      |        |        |             |                    |            |           |        |         |            |         |         |        |          |           |        |        |
| Země | Španělsko          | 0      |        |        |             |                    |            |           |        |         |            |         |         |        |          |           |        |        |
| Země | Rakousko           | 0      |        |        |             |                    |            |           |        |         |            |         |         |        |          |           |        |        |
| Země | Dánsko             | 2      |        | 1      |             |                    |            |           |        |         |            |         | 1       |        |          |           |        |        |
| Země | Švédsko            | 4      |        |        |             |                    |            |           |        |         | 1          |         |         | 3      |          |           |        |        |
| Země | Německo            | 9      | 2      |        |             | 2                  |            |           |        |         | 2          |         |         | 1      |          |           |        | 2      |
| Země | Nizozemsko         | 0      |        |        |             |                    |            |           |        |         |            |         |         |        |          |           |        |        |
| Země | Francie            | 26     | 1      | 2      | 1           | 1                  | 3          | 3         | 3      |         |            | 3       | 3       |        | 2        | 2         | 2      |        |
| Země | Norsko             | 2      |        |        |             |                    |            |           |        | 2       |            |         |         |        |          |           |        |        |
| Země | Švýcarsko          | 2      |        |        |             |                    |            |           |        |         |            | 2       |         |        |          |           |        |        |
| Země | Jugoslávie         | 10     |        | 3      |             |                    |            |           |        | 3       |            |         | 2       |        |          |           | 1      | 1      |
| Země | Spojené království | 10     |        |        |             |                    | 2          | 2         |        |         |            |         |         | 2      |          | 1         |        | 3      |
| Země | Lucembursko        | 11     | 3      |        |             |                    |            | 1         |        |         |            |         |         |        | 1        | 3         | 3      |        |
| Země | Itálie             | 3      |        |        | 2           |                    | 1          |           |        |         |            |         |         |        |          |           |        |        |
| Země | Monako             | 13     |        |        | 3           |                    |            |           | 2      | 1       | 3          | 1       |         |        | 3        |           |        |        |